# Julia Suslin
Julia Suslin (* 22. November 1937) ist eine in Deutschland lebende zeitgenössische russische Klavierpädagogin und Herausgeberin. Bei der deutschen Ausgabe des Unterrichtswerkes Die Russische Klavierschule bei Sikorski besorgte sie die Zusammenstellung und Redaktion. Der russische Komponist Viktor Suslin (1942–2012) war ihr Ehemann. Neben dem genannten populären Lehrwerk wurde von ihr auch eine mehrbändige Sammlung mit Klavierwerken zu vier Händen (M. P. Belaieff) zusammengestellt und redaktionell betreut.

## Publikationen
- Die Russische Klavierschule. Zusammenstellung und Redaktion der deutschen Ausgabe: Julia Suslin
  - Band I. Hans Sikorski, Hamburg 1999, ISBN 3-920880-68-4,
  - Band II. Hans Sikorski, Hamburg 2001, ISBN 3-920880-69-2.
  - Ergänzender Spielband. Hans Sikorski, Hamburg 2009, Zusammenstellung und Redaktion: Julia Suslin
- (Hg.) Leichte Klavierstücke zu 4 Händen (BEL 752-10)
- (Hg.) Klavierwerke zu 4 Händen (BEL 752-20)
- (Hg.) Klavierwerke zu 4 Händen (BEL 752-30)